# Padel na Igrzyskach Europejskich 2023
Rywalizacja w padlu na Igrzyskach Europejskich 2023 odbyła się w dniach 21-25 czerwca 2023 na Rynku Głównym w Krakowie. Rozegrane zostały trzy konkurecje: dwójki kobiet i mężczyzn oraz gra par mieszanych.

## Medaliści i medalistki
| Konkurencja     | Złoto                                    | Srebro                                    | Brąz                                           |
| Dwójki kobiet   | Włochy Carolina Orsi · Giorgia Marchetti | Hiszpania Marta Barrera · Marta Caparros  | Włochy Chiara Pappacena · Giulia Sussarello    |
| Dwójki mężczyzn | Hiszpania Daniel Santigosa · David Gala  | Hiszpania Alonso Rodríguez · Pablo García | Portugalia Afonso Fazendeiro · Miguel Oliveira |
| Pary mieszane   | Hiszpania Noa Canovas · Daniel Santigosa | Włochy Marco Cassetta · Giulia Sussarello | Hiszpania Araceli María Martínez · David Gala  |

## Klasyfikacja medalowa
*   Gospodarz ( Polska)
| Miejsce | Reprezentacja | Złoto | Srebro | Brąz | Razem |
| ------- | ------------- | ----- | ------ | ---- | ----- |
| 1       | Hiszpania     | 2     | 2      | 1    | 5     |
| 2       | Włochy        | 1     | 1      | 1    | 3     |
| 3       | Portugalia    | 0     | 0      | 1    | 1     |
| Razem   | Razem         | 3     | 3      | 3    | 9     |